# Tropiocolotes
Tropiocolotes es un género de gecos de la familia Gekkonidae. Son gecos  relativamente pequeños, nocturnos y terrestres, con un cuerpo alargado. Se encuentran en el norte de África y el Oriente Medio.

## Especies
Se reconocen las siguientes diez especies:
- Tropiocolotes algericus Loveridge, 1947.
- Tropiocolotes bisharicus Baha El Din, 2001.
- Tropiocolotes nattereri Steindachner, 1901.
- Tropiocolotes naybandensis Krause, Ahmadzadeh, Moazeni, Wagner & Wilms, 2013.
- Tropiocolotes nubicus Baha El Din, 1999.
- Tropiocolotes scortecci Cherchi & Spano, 1963.
- Tropiocolotes somalicus Parker, 1942.
- Tropiocolotes steudneri (Peters, 1869).
- Tropiocolotes tripolitanus Peters, 1880.
- Tropiocolotes wolfgangboehmei Wilms, Shobrak & Wagner, 2010.